# مسابقات قهرمانی فوتبال جهان ۱۸۹۵
مسابقات قهرمانی فوتبال جهان ۱۸۹۵ یک مسابقه فوتبال بود که در تاینکاسل پارک در ۷ اردیبهشت ۱۲۷۴ بین برنده لیگ دسته اول فوتبال انگلیس، ساندرلند، و لیگ دسته اول فوتبال اسکاتلند، هارتس برگزار شد. ساندرلند این مسابقه را ۵–۳ برنده شد.
ساموئل تایزاک، معدنچی ثروتمند که کِشتی‌ساز رابرت ترنبول از تیم ساندرلند معروف به "تیم همه استعدادها" حمایت مالی می‌کرد، اغلب هنگام جستجوی بازیکنان در اسکاتلند وانمود می‌کرد که یک کشیش است، زیرا سیاست استخدام ساندرلند در اسکاتلند باعث خشم بسیاری از طرفداران اسکاتلندی شد. درواقع، ترکیب ساندرلند در مسابقات قهرمانی جهان ۱۸۹۵ کاملاً از بازیکنان اسکاتلندی تشکیل شده بود؛ بازیکنان اسکاتلندی که در آن روزها برای بازی حرفه‌ای به انگلستان نقل مکان کردند، به پروفسورهای اسکاتلندی ملقب شدند.
این بازی اولین بازی "قهرمانی فوتبال جهان" بین دو تیم انگلیسی و اسکاتلندی نبود. و این دومین مسابقه باشگاهی از این دست بود که توسط یک تیم انگلیسی برنده شد، با برندگان قبلی استون ویلا و رنتون (هر دو برنده جام اسکاتلند و جام حذفی انگلیس، زیرا لیگ‌ها در آن زمان هنوز ایجاد نشده بودند). لیگ‌های اسکاتلند و انگلیس در آن زمان در جهان برتر بودند. با این حال، این اولین بازی بود که بین قهرمانان مربوطه در دو لیگ مختلف انجام شد.
این تنها مسابقه بین‌المللی بود که ساندرلند برنده شد. آنها متعاقباً در جام اتحادیه بریتانیا در سال ۱۹۰۲ و جام نمایشگاه امپراتوری در سال ۱۹۳۸ شرکت کردند، اما در همان اوایل مسابقات از آن حذف شدند.

## شرکت کنندگان
| تیم      | نحوه صعود                            |
| -------- | ------------------------------------ |
| ساندرلند | قهرمان لیگ دسته اول انگلیس ۹۵–۱۸۹۴   |
| هارتس    | قهرمان لیگ دسته اول اسکاتلند ۹۵–۱۸۹۴ |

## جزئیات بازی
| هارتس          | ۳–۵    | ساندرلند                      |
| -------------- | ------ | ----------------------------- |
| تیلور · مک‌لارن | Report | جانستون · کمپل · میلر · هاروی |

| هارتس | ساندرلند |

|    |  |                |  |
|    |  |                |  |
| GK |  | جاک فیربیرن    |  |
| DF |  | سر بارنی باتلز |  |
| DF |  | جینز میرک      |  |
| MF |  | الکساندر هال   |  |
| MF |  | باب مک‌لارن     |  |
| MF |  | جورج هوگ       |  |
| FW |  | ویلی تیلور     |  |
| FW |  | توماس چمبرز    |  |
| FW |  | ویلی مایکل     |  |
| FW |  | جورج اسکات     |  |
| FW |  | دیوی بیرد      |  |

|    |  |             |  |
|    |  |             |  |
| GK |  | ند دویگ     |  |
| DF |  | رابرت مک‌نیل |  |
| DF |  | دونالد گو   |  |
| MF |  | بیلی دونلاپ |  |
| MF |  | جان آئولد   |  |
| MF |  | هری جانستون |  |
| FW |  | جیمی هانا   |  |
| FW |  | جیمز گیلسپی |  |
| FW |  | جان هاروی   |  |
| FW |  | جان کمپل    |  |
| FW |  | جیمی میلر   |  |